# Blumenvase in einer Fensternische
Blumenvase in einer Fensternische ist der Titel eines Ölgemäldes auf Holz des flämischen Malers Ambrosius Bosschaert des Älteren, das um das Jahr 1620 entstand und dem Barock zugeordnet wird. Das 64 cm hohe und 46 cm breite Bildnis eines reichhaltigen Buketts ist im Den Haager Mauritshuis ausgestellt. Es handelt sich kunsthistorisch um ein botanisches Blumenstück, ein Stillleben, das mit wissenschaftlicher Detailtreue eine Vielzahl von Blumen zeigt, aber auch eine Reihe symbolischer Motive und Deutungsmöglichkeiten bietet.

## Beschreibung
Das Gemälde zeigt einen Blumenstrauß, der in einer gläsernen Vase in einer gemauerten Fensternische steht. Der Blick des Betrachters fällt dabei aus einem gedachten Innenraum nach draußen, wo sich die ferne Landschaft undeutlich erkennen lässt.

### Vase
Die Vase, die sich in der Mitte des Bildes auf einer Fensternische stehend befindet, ist aus braun-grünem Glas, die Stängel der einzelnen Blumen sind durch das Glas zu erkennen. Die Grundform der Vase ist ein Kreis, nach oben hin weitet sich ihr Durchmesser. Im unteren Drittel ist sie reich verziert, blaue Schmucksteine, sowie teilweise vergoldete Gesichter und Ornamente schmücken die achsensymmetrische Vase.

### Bukett
Der Blumenstrauß ist sehr üppig dargestellt. Dominierende Blumensorten sind vier Sorten gestreifter Tulpen und unterschiedliche Rosensorten – in weiß (Rosa alba), rosa (Zentifolien) und purpurrot (Rosa gallica) –, daneben finden sich aber auch zwei oder drei Sorten Tagetes, weiße und blaue Akeleien, je eine blau-weiße und eine gelbe Schwertlilie, zwei Adonisröschen, Vergissmeinnicht, Narzissen, Alpenveilchen, Traubenhyazinthen, Glockenblumen, zwei verschiedene Fritillarien (gelb und purpurn), Hornveilchen, Maiglöckchen, eine rot-weiß gestreifte Anemone und (wahrscheinlich) eine karminrote Pfingstrose (nach rückwärts gewandt). Die Blütenfarben sind gelb, orange, weiß, rot, rosa, mauve / lila und blau. Dabei fällt besonders die sensible Abstufung verschiedener Rot- und Rosatöne auf und ebenfalls die Verwendung unterschiedlicher Grüntöne für das Laub, das im Gegensatz zu den strahlend leuchtenden Blütenfarben recht dunkel gehalten ist. Die Blüten sind dazwischen so arrangiert, dass nahezu alle voll sichtbar sind, kaum ein Blütenteil ist verdeckt. Es gibt allerdings einige Überschneidungen, z. B. bei der dunklen Fritillaria oder der gestreiften Anemone, und einige Blüten sind zur Seite oder sogar nach hinten gewandt, namentlich eine Rose und eine Tagetes links unten sowie die rote Pfingstrose (rechts Mitte). Ein Betrachter, der den Blumenstrauß von der gegenüberliegenden Seite betrachtete, könnte die Blüten kaum wahrnehmen und sähe nur Laub.

Zwei Raupen, eine Fliege und eine Libelle bevölkern den Strauß, auf einem Blatt im linken unteren Bereich glänzen zwei runde Wassertropfen, in zwei Blätter rechts unten haben Raupen mehrere Löcher gefressen.

### Fensternische
Die Fensternische stellt ein offenes Rundbogenfenster dar, gerade groß genug, um den Strauß darin unterzubringen. Die linke Seite des sehr glatten Mauerwerks liegt vollständig, die rechte teilweise im Schatten. Die Profilkante des Fensters hebt sich leicht vom umgebenden Mauerwerk ab. Neben der Vase befinden sich auf der Fensterbank links eine Nelkenblüte und eine noch geschlossene Knospe, daneben zwei Wassertropfen. Rechts der Vase sitzt eine Fliege auf der Fensterbank, daneben finden sich zwei Schneckenhäuser. Die Gegenstände auf der Fensterbank sind so angeordnet, dass sie von innen nach außen größer werden. Auf der Profilkante der Fensterbank findet sich fast am linken Rand das Monogramm des Künstlers.

### Landschaft
Die Hintergrundlandschaft lässt sich in die Bereiche ober- und unterhalb des Horizontes einteilen. Der untere Teil wird durch die Vase zweigeteilt. Der Himmel ist blau, in der Ferne in ein diffuses, dunstiges Weiß übergehend, vereinzelt stehen kleine, weiße Wolken am Himmel. Die Landschaft im unteren Bereich ist grün, bewaldet und von Gewässern durchflossen. Der linksseitige Teil wirkt dabei dem Betrachter näher, hügeliger und höher gelegen als der rechtsseitige. Auf beiden Seiten der Vase ist jeweils ein Kirchengebäude zu sehen, das rechte ist dabei deutlich weiter entfernt als das linke.

## Gestaltungsmittel
Mit verschiedenen gestalterischen Mitteln hat Bosschaert in diesem Gemälde eine starke Tiefenillusion und Raumwirkung geschaffen.

### Räumlichkeitswirkung
Die Räumlichkeitswirkung der Fensternische wird durch ein zentralperspektivische Darstellung sowie durch Lichteinfall und Schattenwurf erreicht. Durch die Anordnung der hügeligen Landschaft im untersten Bereich des offenen Fensters entsteht der Eindruck, dass man aus einem sehr hohen Gebäude, möglicherweise einem Burgturm, blickt.
Im Blumenstrauß wird die Räumlichkeit hauptsächlich durch Kontraste und Überlagerungen erzielt. Vielfach überschneiden sich Blätter, Blüten und Stängel und erzeugen so die Wirkung eines Vor- und Hintereinander. Die farbenfrohen Blüten dringen dabei gegenüber dem relativ dunklen Grün des Blattwerks in den Vordergrund.

### Plastizität
Die plastische Wirkung der einzelnen Gegenstände im Gemälde ist im Vergleich zur Räumlichkeitswirkung gering ausgeprägt und wird vor allem durch die sehr detailgetreue Gestaltung an Vase, Bukett und den Gegenständen auf der Fensterbank, sowie durch feine Schattenwürfe erzielt. Dabei bleiben die Schattenzonen immer hell genug, dass man noch alle feinen Details erkennen kann. Ausnahmen hiervon stellen das dunkle Grün des Blattwerks und der schattige Teil des Mauerwerks dar, das aber ohnehin völlig glatt und ohne Details gemalt ist. Die Plastizität der Vase und vor allem der Wassertropfen wird durch Glanzeffekte und Reflexionen erzeugt, im Falle der Wassertropfen ergeben diese einen starken Trompe-l’œil-Effekt, das heißt, der Betrachter nimmt die Wassertropfen nicht als Teil des Bildes, sondern als echt wahr.

### Lichteinfall
Die Fensternische weist nach draußen, die Landschaft außerhalb des gedachten Innenraums liegt in hellem Licht. Dennoch ist in der Fensternische nicht der zu erwartende Lichteinfall von außen, sondern vielmehr eine Beleuchtung aus dem Innenraum, aus Betrachterperspektive von links, zu erkennen. Der Lichteinfall ist so stark, dass die linke Seite der Fensternische vollständig, die rechte zu einem großen Teil im Schatten liegt. Deutlich wird der Lichteinfall von innen vor allem auch an den leuchtenden Farben der Blüten, es wirkt, als werde das Bukett bewusst beleuchtet.

## Hintergrund und Deutungsebenen
Das Bukett ist sowohl als wissenschaftliche Darstellung als auch als Symbol großen Reichtums zu verstehen: Fast alle abgebildeten Blumen waren zur damaligen Zeit Raritäten und seltene Züchtungen. Ganz besonders trifft dies auf die Tulpen zu, die damals noch kaum verbreitet waren und um die sich ein hochspekulativer Markt entwickelte, der um 1635 in der sogenannten Großen Tulpenmanie mündete.

### Wissenschaftlich-akribische Darstellung
Offenbar wollte Bosschaert bewusst Blumenporträts anfertigen. Die einzelnen Blüten sind mit wissenschaftlicher Akribie sehr detailgetreu gemalt. Die Anordnung erfolgte so, dass möglichst alle Blüten voll zu sehen sind, dabei ging es aber nicht um eine realistische Anordnung des Gesamtstraußes. Einzelne Blüten im oberen Teil des Buketts könnten aufgrund ihrer Stängellänge das Wasser in der Vase gar nicht erreichen, der Gesamtstrauß ist so üppig, dass die Vase in der Realität Übergewicht bekäme und umkippte. Die einzelnen Blüten hingegen entsprechen bis ins kleinste Detail der Realität.

### Religiöse Deutungen
Neben der wissenschaftlichen Darstellung und der gesellschaftspolitischen Bedeutung als Statussymbol enthält das Gemälde weitere, vor allem religiöse Botschaften. Einmal sind bunte Blumen in solch prachtvoller Anordnung Sinnbild für die Vollkommenheit und Schönheit der Schöpfung; das Gemälde könnte so als Loblied auf die Schöpfung verstanden werden. Insbesondere die Zuordnung von Lilie, Iris, Rose, Akelei, Maiglöckchen und Veilchen zur mariologischen Symbolik erlaubt Deutungen im Hinblick auf die Reinheit, unbefleckte Empfängnis, aber auch Schmerz und Demut der Muttergottes.
Andererseits aber stellt der Strauß auch eine Mahnung dar, die Vergänglichkeit der äußeren Schönheit nicht vor lauter Eitelkeit zu vergessen. Dieses sogenannte Vanitasmotiv (lat.: vanitas = Eitelkeit) kommt in den bereits angefressenen Rosenblättern, den im Bukett krabbelnden Raupen, sowie in der Libelle und den Fliegen zum Ausdruck. Raupen gelten als Symbol des Wandels und der Vergänglichkeit, die Fliegen, zu deren Familie damals auch die Libelle noch gezählt wurde, symbolisieren Verderben und Fäulnis, ja letztlich den Teufel. Bosschaert versteckt aber auch einen Hinweis auf Hoffnung, auf Erlösung aus der Verdammnis in seinem Gemälde: Die Nelkenblüte ist ein Symbol für Jesus Christus, die Knospe ein Zeichen für neues Leben.
Im Holland der damaligen Zeit waren so geartete moralisch-religiöse Botschaften nicht selten und sie wurden von der Bevölkerung erkannt und verstanden. Bosschaert und seine Zeitgenossen versteckten ihre Botschaften in Stillleben, da der vorherrschende kalvinistische Glaube die figurative Darstellung religiöser Themen untersagte, die Menschen aber nach Möglichkeiten suchten, ihrem Glauben auch bildhaft Ausdruck zu verleihen.

### Der Reichtum Hollands
Die Darstellung solch exquisiter Blumen in einer sichtlich teuren Vase ist Verdeutlichung des Reichtums im Holland jener Epoche. Dieser Reichtum hatte seinen Ursprung im Handel, der als Bezug in die Ferne im Bild ebenfalls auftaucht: Die Schneckenhäuser auf der Fensterbank stammen aus den Gewässern rund um Indien. Auch in der schier unendlichen Weite der Landschaft im Hintergrund wird das Motiv der Ferne nochmals deutlich.

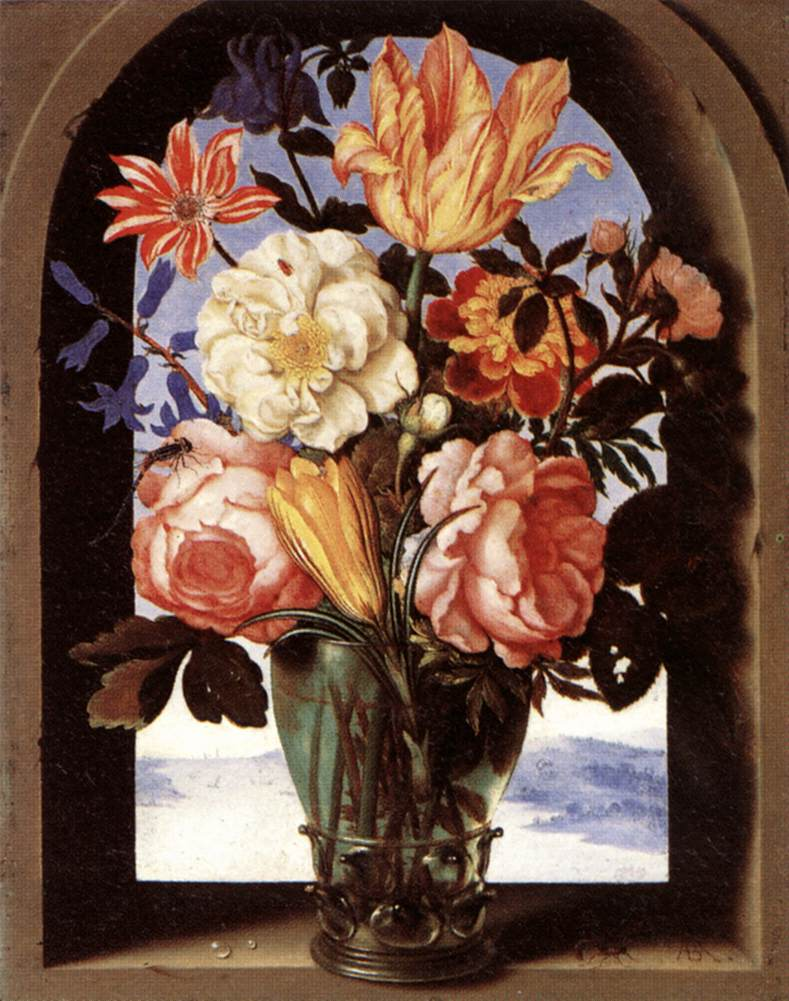
Zum Vergleich: Bosschaerts Blumenstrauß im Louvre

## Entstehung und Besonderheiten
Bosschaert hatte mit Sicherheit kein reales Vorbild für seinen Blumenstrauß in einer Fensternische vor sich. Die abgebildeten Blumen haben unterschiedliche Blühzeiten, in der vorliegenden Zusammenstellung könnte so ein Strauß also gar nicht existieren.

„Doch präsentiert der Künstler mehr als nur die
bloße Kopie eines von der Natur gegebenen Vorbildes. Sein Blumenensemble verkörpert
einen Idealzustand, den die Natur in dieser Form nicht hervorbringen kann:
Keine Rose blüht, wenn die Tulpen ihre Kelche öffnen.“

Man geht davon aus, dass er sich einen breiten Fundus an Darstellungen einzelner Blüten erarbeitet hatte, aus denen er seine Bilder komponierte. Dafür spricht nicht nur, dass die Größenverhältnisse der einzelnen Blüten untereinander teilweise unkorrekt sind, sondern auch das Vorkommen nahezu identischer Blüten in verschiedenen seiner Bilder, beispielsweise auch dem im Pariser Louvre ausgestellten Blumenstrauß.
Bosschaert gilt als einer der Begründer einer flämischen Malerdynastie, die sich fast ausschließlich mit Blumen- und Früchtestillleben befasste. Als Besonderheit an der Blumenvase in einer Fensternische gilt, dass es wohl das erste, in jedem Falle aber eines der ersten Blumenstillleben war, das vor einem offenen Hintergrund gemalt wurde. Zuvor waren solche Bilder stets vor einem einfarbigen, geschlossenen Hintergrund entstanden.